# شاجح (مناخة)

تعديل مصدري - تعديل

شاجح هي إحدى قرى عزلة دعوة بمديرية مناخة التابعة لمحافظة صنعاء، بلغ تعداد سكانها 109 نسمة حسب تعداد اليمن لعام 2004.